# Литературна награда на Берн
„Литературната награда на Берн“ (на немски: Berner Literaturpreis) е учредена през 1940 г. в град Берн. Присъжда се ежегодно в различен размер и категории за поощряване на писатели, имащи особено отношение към Берн.
Главните категории са: „литературна награда“, „помощна награда“, „награда за книга“, „специална награда“ и „поощрителна награда“.

## Носители на наградите (подбор)
- Фридрих Дюренмат (1954) – помощна награда, 750 Fr.
- Йорг Щайнер (1962) – помощна награда, 1000 Fr.
- Курт Марти (1967) – помощна награда, 2000 Fr.
- Йорг Щайнер (1969) – литературна награда, 7000 Fr.
- Курт Марти (1970) – награда за книга, 2000 Fr.
- Герхард Майер (1974) – помощна награда, 10 000 Fr.
- Кристоф Гайзер (1975) – награда за книга, 3000 Fr.
- Кристоф Гайзер (1976) – награда за книга, 3000 Fr.
- Герхард Майер (1978) – литературна награда, 10 000 Fr.
- Курт Марти (1979) – награда за книга, 3000 Fr.
- Фридрих Дюренмат (1979) – литературна награда, 10 000 Fr.
- Курт Марти (1981) – литературна награда, 10 000 Fr.
- Беат Брехбюл (1985) – награда за книга, 4000 Fr.
- Паул Ницон (1984) – литературна награда 10 000 Fr.
- Беат Брехбюл (1985) – награда за книга, 5000 Fr.
- Кристоф Гайзер (1985) – награда за книга, 5000 Fr.
- Паул Ницон (1989) – награда за книга, 5000 Fr.
- Курт Марти (1990) – награда за книга, 5000 Fr.
- Кристоф Гайзер (1991) – помощна награда, 1500 Fr.
- Кристоф Гайзер (1992) – литературна награда, 12 000 Fr.
- Юрген Теобалди (1992) – награда за книга, 5000 Fr.
- Беат Брехбюл (1992) – награда за книга, 5000 Fr.
- Кристоф Гайзер (1996) – награда за книга, 5000 Fr.
- Юрген Теобалди (2003) – награда за книга, 8000 Fr.
- Курт Марти (2004) – награда за книга, 8000 Fr.
- Паул Ницон (2005) – награда за книга, 8000 Fr.
- Юрген Теобалди (2006) – литературна награда, 20 000 Fr.
- Юрген Теобалди (2010) – помощна награда, 20 000 Fr.
- Кристоф Гайзер (2012) – помощна награда, 15 000 Fr.